# Білозорка лазурова
Білозорка лазурова (Tachycineta leucorrhoa) — вид горобцеподібних птахів родини ластівкових (Hirundinidae).

## Поширення
Цей вид розмножується в Болівії, Бразилії (Мату-Гросу, Гояс і Еспіріту-Санту), Парагваї, Уругваю, центральній та північній частинах Аргентини. Більшість його південної популяції мігрує на північ із наближенням зими, досягаючи південно-східного Перу, північної Болівії та північної Бразилії. Його природні середовища існування — сухі, субтропічні або тропічні, вологі або сезонно затоплювані савани, луки, культивовані території та відкриті або сильно деградовані ліси.

## Опис
Птах завдовжки до 13 см. Він блакитний з легким зеленуватим блиском у верхній частині; низ і хвіст білі. Має тонку білу брову, яка починається від дзьоба. Краї крил білі — діагностична ознака. Обидві статі схожі, але оперення у молодих зверху сіро-буре.

## Спосіб життя
Харчується в основному літаючими комахами. Зазвичай трапляється парами або невеликими групами. Його гніздо розташоване в дуплі дерева, між скелями чи штучними спорудами. Облаштовує своє гніздо з пір'я та деяких рослинних волокон.